# لاس لوماس (تگزاس)
لاس لوماس (به انگلیسی: Las Lomas) یک منطقهٔ مسکونی در ایالات متحده آمریکا است که در شهرستان استار، تگزاس واقع شده‌است. لاس لوماس ۳٬۱۴۷ نفر جمعیت دارد و ۵۶ متر بالاتر از سطح دریا واقع شده‌است.